# 薩特雷區
薩特雷區是阿塞拜疆的一個區，位於該國南部穆甘平原，北界庫拉河。面積1,180.4平方公里，1991年人口87,031人。首府薩特雷。
1943年建區。1963至1965年被劃入薩比拉巴德區。